# Kupoler av eld
Kupoler av Eld är den första boken i David Eddings fantasytrilogi Sagan om Tamuli.
Originaltitel: Domes of Fire

Utgivningsår: 1997 (eng: 1992)
Spjuthök, prins av Elenien, har varit i Lamorkand, och kommer hem precis när boken börjar. Nya oroligheter är på ingång, och en ambassadör från det avlägsna kejsardömet Tamuli, ambassadör Oscagne, besöker Cimmura, Eleniens huvudstad. Oscagne förklarar för Ehlana, drottning av Elenien, och Spjuthök, hennes make, att Tamulis kejsare vädjar om hjälp, då oroligheterna är som värst i Tamuli. Kejsaren vill tillkalla den legendariske Spjuthök till sin hjälp, men det uppstår hinder. Det är en sak om en kejsare ber en annan kunglig att komma till undsättning, men att kalla på en vanlig medborgare från ett annat land är omöjligt utan att tappa ansiktet. Ehlana kommer med den förträffliga idén att hon "borde ju göra ett statsbesök i det fjärran Tamuli efter så många år, och då måste givetvis hennes make följa henne". Drottningen och hennes följe, bestående av Oscagne, en representant från den elenska kyrkan, hela det elenska hovet och hundra kyrkoriddare, ger sig ut på den långa färden mot den avlägsna kontinenten Daresien, utan att veta vad som kan vänta dem när de träffar kejsaren.
| Föregående bok: --- | Sagan om Tamuli | Nästa bok: De skinande |